# Дерек Міч
Дерек Міч (англ. Derek Meech, нар. 21 квітня 1984, Вінніпег) — канадський хокеїст, що грав на позиції захисника.
Володар Кубка Стенлі.

## Ігрова кар'єра
Хокейну кар'єру розпочав 2000 року в ЗХЛ виступами за команду «Ред-Дір Ребелс».
22 червня 2002 року був обраний на драфті НХЛ під 229-м загальним номером командою «Детройт Ред-Вінгс». 
7 грудня 2006 дебютував на Джо Луїс Арені в матчі проти «Сент-Луїс Блюз». У сезоні 2006–07 Дерек відіграв ще три гри за «червоні крила», провівши більшу частину сезону як і два попередніх у фарм-клубі «Гранд-Репідс Гріффінс». У наступному сезоні Міч відіграв за «Ред-Вінгс» 32 гри.
4 грудня 2008 Дерек відзначився першим голом у грі проти «Ванкувер Канакс».
8 вересня 2010 «червоні крила» відмовились від послуг канадця. Таким чином сезон 2010–11 Дерек провів у складі «Гранд-Репідс Гріффінс».
1 липня 2011 Міч уклав однорічний контракт з «Вінніпег Джетс». Але більшість сезону 2011–12 захисник пропустив через травми. 1 липня 2012 сторони продовжили контракт ще на один рік.
14 липня 2013 Дерек, як вільний агент уклав однорічну угоду з клубом КХЛ «Динамо» (Мінськ). Відігравши до січня 2014 Міч за згодою мінчан повернувся до Північної Америки, де відіграв кінцівку сезону за «Техас Старс».
Після двох сезонів у складі «зірок» Дерек 6 травня 2015 уклав дворічний контракт із шведським «Мальме Редгокс». У сезоні 2015–16 захисник відіграв 37 матчів та вибув через травму. У міжсезоння через поганий фізичний стан сторони вирішили достроково розірвати контракт, щоб гравець продовжив реабілітацію.
Загалом провів 146 матчів у НХЛ, включаючи 2 гри плей-оф Кубка Стенлі.

## Нагороди та досягнення
- Володар Меморіального кубку у складі «Ред-Дір Ребелс» — 2001.
- Володар Кубка Стенлі у складі «Детройт Ред-Вінгс» — 2008.
- Володар Кубку Колдера у складі «Техас Старс» — 2014.

## Статистика
| Сезон        | Клуб                    | Ліга         | Регулярний сезон | Регулярний сезон | Регулярний сезон | Регулярний сезон | Регулярний сезон | Плей-оф | Плей-оф | Плей-оф | Плей-оф | Плей-оф |
| Сезон        | Клуб                    | Ліга         | І                | Г                | П                | О                | ШХ               | І       | Г       | П       | О       | ШХ      |
| ------------ | ----------------------- | ------------ | ---------------- | ---------------- | ---------------- | ---------------- | ---------------- | ------- | ------- | ------- | ------- | ------- |
| 1999–00      | «Ред-Дір Ребелс»        | ЗХЛ          | 5                | 1                | 0                | 1                | 2                | —       | —       | —       | —       | —       |
| 2000–01      | «Ред-Дір Ребелс»        | ЗХЛ          | 60               | 2                | 7                | 9                | 40               | 22      | 0       | 0       | 0       | 9       |
| 2001–02      | «Ред-Дір Ребелс»        | ЗХЛ          | 71               | 8                | 19               | 27               | 33               | 13      | 1       | 1       | 2       | 6       |
| 2002–03      | «Ред-Дір Ребелс»        | ЗХЛ          | 65               | 6                | 16               | 22               | 53               | 12      | 1       | 1       | 2       | 12      |
| 2003–04      | «Ред-Дір Ребелс»        | ЗХЛ          | 62               | 10               | 28               | 38               | 40               | 19      | 4       | 7       | 11      | 10      |
| 2004–05      | «Гранд-Репідс Гріффінс» | АХЛ          | 78               | 6                | 8                | 14               | 40               | —       | —       | —       | —       | —       |
| 2005–06      | «Гранд-Репідс Гріффінс» | АХЛ          | 79               | 4                | 16               | 20               | 85               | 16      | 0       | 2       | 2       | 4       |
| 2006–07      | «Гранд-Репідс Гріффінс» | АХЛ          | 67               | 6                | 23               | 29               | 40               | 7       | 0       | 1       | 1       | 4       |
| 2006–07      | «Детройт Ред-Вінгс»     | НХЛ          | 4                | 0                | 0                | 0                | 2                | —       | —       | —       | —       | —       |
| 2007–08      | «Гранд-Репідс Гріффінс» | АХЛ          | 6                | 1                | 1                | 2                | 0                | —       | —       | —       | —       | —       |
| 2007–08      | «Детройт Ред-Вінгс»     | НХЛ          | 32               | 0                | 3                | 3                | 6                | —       | —       | —       | —       | —       |
| 2008–09      | «Детройт Ред-Вінгс»     | НХЛ          | 41               | 2                | 5                | 7                | 12               | 2       | 0       | 0       | 0       | 0       |
| 2009–10      | «Детройт Ред-Вінгс»     | НХЛ          | 49               | 2                | 4                | 6                | 19               | —       | —       | —       | —       | —       |
| 2010–11      | «Гранд-Репідс Гріффінс» | АХЛ          | 74               | 10               | 27               | 37               | 81               | —       | —       | —       | —       | —       |
| 2011–12      | «Вінніпег Джетс»        | НХЛ          | 2                | 0                | 0                | 0                | 4                | —       | —       | —       | —       | —       |
| 2011–12      | «Сент-Джонс Айскепс»    | АХЛ          | 6                | 0                | 2                | 2                | 0                | 15      | 4       | 5       | 9       | 2       |
| 2012–13      | «Сент-Джонс Айскепс»    | АХЛ          | 46               | 3                | 20               | 23               | 38               | —       | —       | —       | —       | —       |
| 2012–13      | «Вінніпег Джетс»        | НХЛ          | 16               | 0                | 1                | 1                | 2                | —       | —       | —       | —       | —       |
| 2013–14      | «Динамо» (Мінськ)       | КХЛ          | 23               | 0                | 5                | 5                | 14               | —       | —       | —       | —       | —       |
| 2013–14      | «Техас Старс»           | АХЛ          | 36               | 2                | 15               | 17               | 22               | 21      | 3       | 8       | 11      | 8       |
| 2014–15      | «Техас Старс»           | АХЛ          | 63               | 10               | 25               | 35               | 32               | 2       | 0       | 0       | 0       | 4       |
| 2015–16      | «Мальме Редгокс»        | ШХЛ          | 37               | 3                | 9                | 12               | 14               | —       | —       | —       | —       | —       |
| Усього в НХЛ | Усього в НХЛ            | Усього в НХЛ | 144              | 4                | 13               | 17               | 45               | 2       | 0       | 0       | 0       | 0       |